# Noctua lyra
Noctua lyra là một loài bướm đêm trong họ Noctuidae.